# Carl-Erik Billeström
Carl-Erik Edgar Billeström, född 1920 i Gällivare, död 2007, var en svensk konstnär.
Billeström studerade vid Signe Barths målarskola, Konstfackskolan och vid Konstakademien i Stockholm samt under att stort antal studieresor i Europa, Asien och USA. Separat ställde han ut på Västerås konstmuseum, Galleri Petra i Stockholm och i Finland samt medverkade i ett stort antal samlingsutställningar. Hans konst består av figurtavlor och interiörer i olja. En stor del av sin tid som konstnär tillbringade han på Hans-Ersgården i Ljusdal. Billeström är representerad vid Eskilstuna konstmuseum, Stockholms kommun, Västerås kommun, Katrineholms kommun, Ljusdals kommun, Svenska Akademien och Konstnärsnämnden.